# Cantó de Saint-Denis-1 (Sena Saint-Denis)
El cantó de Saint-Denis-1 és un cantó francès del departament del Sena Saint-Denis, situat al districte de Saint-Denis. Creat amb la reorganització cantonal del 2015.
No s'ha de confondre amb el cantó de Saint-Denis-1 de l'illa de la Reunió.

## Municipis
- Saint-Denis (en part)